# 흰비오리
흰비오리는 기러기목 오리과에 속하는 흔한 겨울철새이다.

## 생김새
수컷은 전체적으로 흰색이고 눈 주위, 뒷머리, 등이 검은색이다. 암컷은 얼굴 아래쪽이 흰색이고 머리는 갈색, 몸은 전체적으로 회갈색이다. 어린새는 성조 암컷과 매우 비슷하지만 배 중앙에 회색이 섞여 있다. 

## 생태
유라시아 아한대에서 번식하고 유럽, 카스피해, 중국 동부, 일본, 한국 등에서 월동을 한다.

호수, 하천, 하구 등지에서 서식하고 작은 무리를 지어다니면서 먹이를 찾는다. 어류, 조개류, 갑각류 등을 먹는다.